# Louis Joachim Le Maguet
Louis Joachim Le Maguet est un homme politique français né le 2 janvier 1833 à Cléguérec (Morbihan) et décédé le 16 janvier 1894 à Paris.
Médecin, il se présente régulièrement comme candidat républicain face à Albert de Mun. Il est élu en 1879, grâce à une invalidation d'Albert de Mun et siège à gauche jusqu'en 1881. À cette date il est battu par le monarchiste Lanjuinais et adhère plus tard au boulangisme.

## Sources
- « Louis Joachim Le Maguet », dans Adolphe Robert et Gaston Cougny, Dictionnaire des parlementaires français, Edgar Bourloton, 1889-1891 [détail de l’édition]